# Falkenberg (Odenwald)
Der Falkenberg ist ein 546,1 m ü. NHN hoher bewaldeter Berg im Odenwald und liegt überwiegend in der Gemarkung Ober-Sensbach, die südlichen Ausläufer in der Gemarkung Unter-Sensbach der Stadt Oberzent im Odenwaldkreis in Hessen. 
Der Falkenberg liegt auf der Ostseite des Talzuges, den der Sensbach in den Buntsandstein-Odenwald gegraben hat und in dem die drei Ortsteile der ehemaligen Gemeinde Sensbachtal liegen, der Sensbacher Höhe im Westen gegenüber. Im Osten fällt der Hang des Falkenbergs ab zum Rindengrund, einem unbesiedelten Waldtal, das bei Friedrichsdorf von links und Westen in das Ittertal mündet. Im Süden reicht die Bergkette, zu der er zählt, bis zum dreieinhalb Kilometer entfernten Sensberg (480,1 m).